# Ciklizin
Ciklizin je učinkovina, ki se uporablja za zdravljenje in preprečevanje slabosti, bruhanja in omotice zaradi potovalne bolezni ali vrtoglavice, pa tudi za zdravljenje slabosti po splošni anesteziji ali zaradi uporabe opioidov. Daje se peroralno, intravensko ali rektalno. V svetu je na trgu pod različnimi zaščitenimi imeni, v Sloveniji pa zdravilo ni registrirano in ni na voljo.
Pogosti neželeni učinki so zaspanost, suha usta, zaprtje in motnje vida. Hujša neželena učinka, ki se lahko pojavita, sta nizek krvni tlak in zastajanje seča. Ne priporoča se njegova uporaba pri mlajših otrocih in bolnikih z glavkomom. Podatki kažejo, da je uporaba med nosečnostjo varna, vendar o tem ni veliko raziskav. Deluje kot antiholinergik in antihistaminik.
Ciklizin so odkrili leta 1947. Uvrščen je na seznam osnovnih zdravil Svetovne zdravstvene organizacije, torej med najpomembnejša učinkovita in varna zdravila, potrebna za normalno zagotavljanje zdravstvene oskrbe.

## Medicinska uporaba
Primarno se ciklizin uporablja kot zdravilo proti slabosti, bruhanju in omotici zaradi potovalne bolezni ali vrtoglavice ter pooperativno po uporabi splošne anestezije in opioidnih zdravil. V nekaterih primerih se uporabi tudi pri nezadržnem bruhanju nosečnic, vendar proizvajalec odsvetuje uporabo med nosečnostjo; nenamensko se za to indikacijo uporablja zlasti s strani specialistov v bolnišnicah pri hudo izsušenih nosečnicah. Nenamensko se uporablja tudi kot stopnjevalec učinkov opioidov oziroma opiatov.
Na tržišču v nekaterih državah je tudi kombinacija ciklizina in opioidne učinkovine dipipanon, in sicer pod tržnim imenom Diconal.

## Kontraindikacije in previdnostni ukrepi
Zaradi antimuskarinskih učinkov je potrebna previdnost pri bolnikih z benigno hiperplazijo prostate, zastajanjem seča ali glavkomom zaprtega zakotja. Pri bolnikih z okvaro delovanja jeter so lahko sedativni učinki ciklizina močneje izraženi.

## Neželeni učinki
Pogosti (pri več kot 10 % bolnikov) – zaspanost, suha usta.
Občasni (pri 1 do 10 % bolnikov) – glavobol, psihomotorične motnje, dermatitis in antimuskarinski učinki (dvojni vid, tahikardija, zaprtje, zastajanje seča, neželeni učinki na prebavila).
Redki (pri manj kot 1 % bolnikov) – preobčutljivostna reakcija (bronhospazem, angioedem, anafilaksija, izpuščaj, fotosenzitivnostna reakcija), ekstrapiramidalni učinki, omotica, zmedenost, depresija, motnje spanja, tresavica, motnje delovanja jeter, halucinacije. 

## Farmakologija
Ciklizin je piperazinski derivat, ki izkazuje antagonistično delovanje na histaminskih receptorjih H1 (torej spada med antihistaminike). Natančen mehanizem delovanja pri lajšanju simptomov potovalne bolezni ni povsem pojasnjen. Možno je neposredno delovanje na vestibularni aparat in kemoreceptorsko prožilno cono. Izkazuje tudi centralno antiholinergično (antimuskarinsko) delovanje.